# Sudario di Oviedo

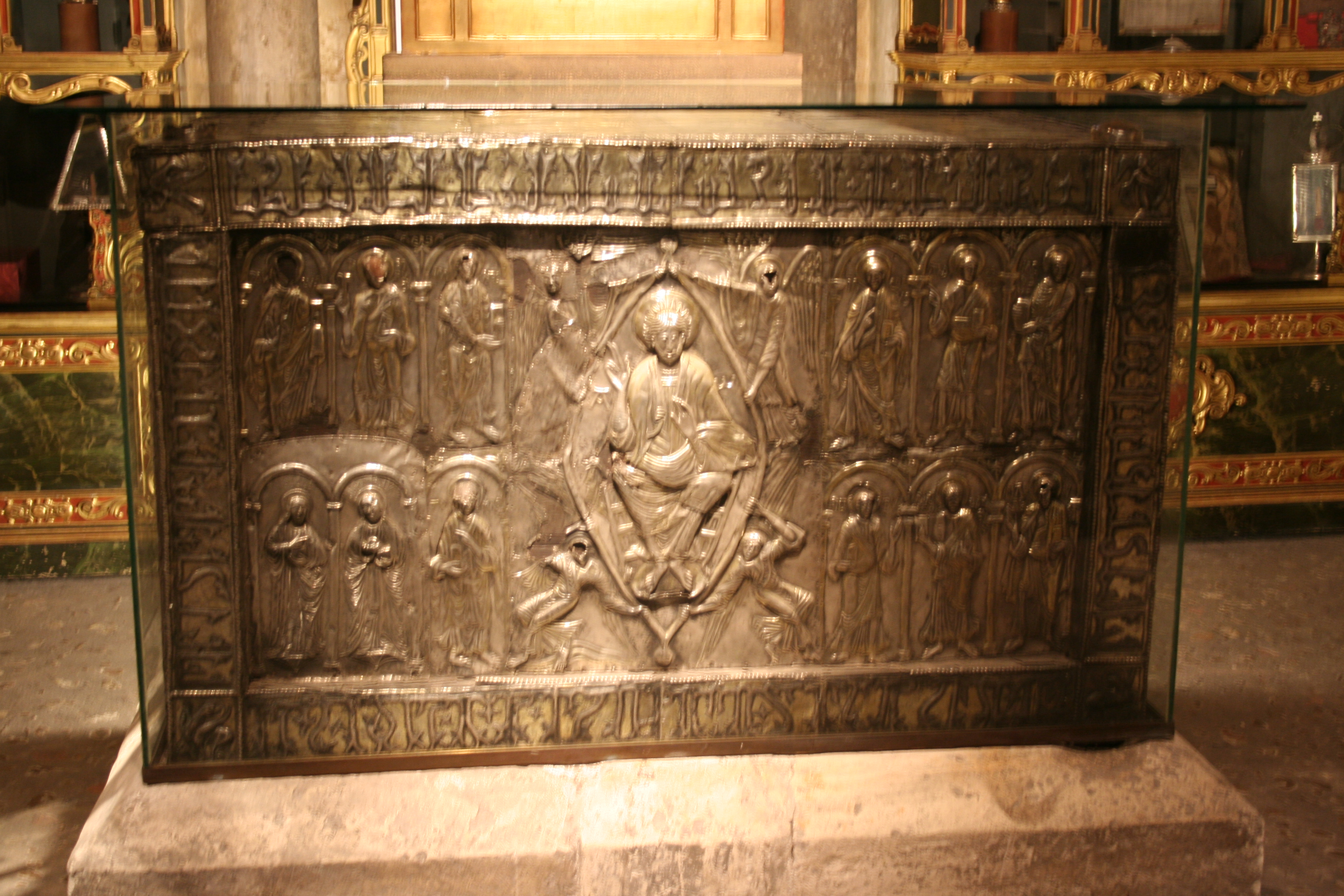
L'Arca Santa che contiene il Sudario di Oviedo.

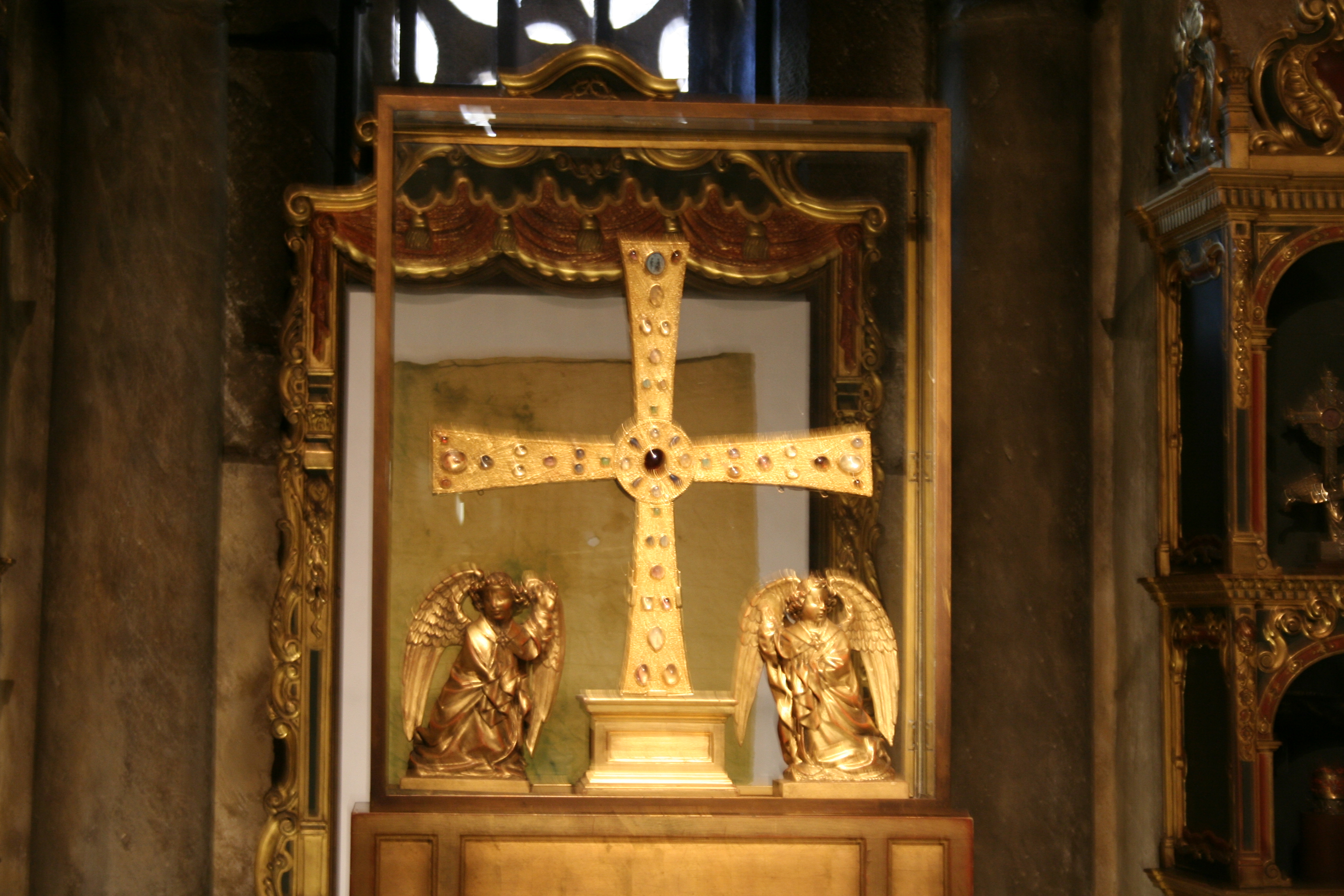
La croce degli Angeli e, sullo sfondo, il Sudario contenuto in un reliquiario di cristallo.

Il sudario di Oviedo, conosciuto anche come telo di Oviedo, è una reliquia della Chiesa cattolica, costituita da un telo di lino di dimensioni ridotte (circa 0,84 per 0,53 m) conservato nella Cámara Santa della cattedrale di San Salvador a Oviedo (Asturie, Spagna). Le analisi col metodo del carbonio-14 hanno datato il telo al 700 d.C. circa.
Secondo la tradizione cristiana e il Vangelo di san Giovanni questo telo è stato usato per avvolgere il capo di Gesù dopo la sua morte e sino all'arrivo al sepolcro, quando, come d'uso, era stato tolto prima d'avvolgere il cadavere nel lenzuolo; diversamente dalla più famosa sindone di Torino, esso non porta impressa alcuna immagine, ma solo macchie di sangue. Il sudario viene esposto alla venerazione dei fedeli tre volte l'anno: il Venerdì Santo, il 14 settembre (Festa del trionfo della croce) e il 21 settembre (san Matteo apostolo ed evangelista).

## Tradizione e storia

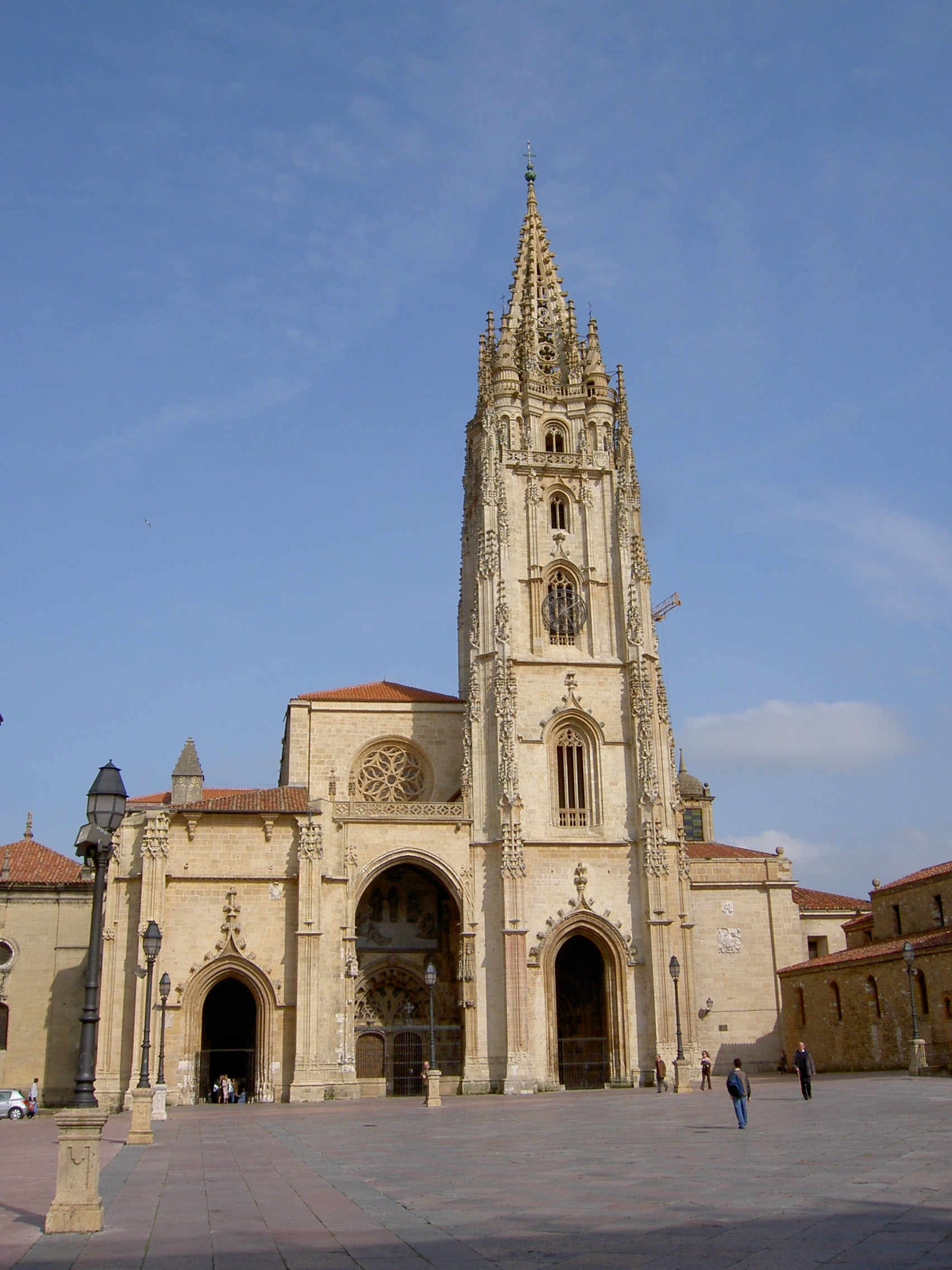
Cattedrale di Oviedo.

Secondo la tradizione, il sudario fu conservato a Gerusalemme fino al 614. In quell'anno la città fu invasa dai Sasanidi di Cosroe II Parviz, e il sudario insieme ad altre reliquie fu trasportato via in un'"Arca Santa" di legno: viaggiando attraverso il Nordafrica, giunse in Spagna, dove fu conservato a Toledo fino alla prima metà dell'VIII secolo, quando l'invasione musulmana costrinse a trasferirlo; infine raggiunse Oviedo tra l'812 e l'842.
L'"Arca Santa" venne aperta nel 1075 alla presenza del re Alfonso VI; è solo da questo momento in poi che il sudario compare negli inventari delle reliquie della cattedrale, da cui risulta la sua ininterrotta permanenza ad Oviedo fino ad oggi.

## Esami scientifici
La datazione con il metodo del carbonio-14 ha datato il sudario come risalente al 680 circa, data compatibile con la sua comparsa a Toledo.

### Le ipotesi degli autenticisti
Coloro che propendono per l'ipotesi dell'autenticità della reliquia ritengono che l'esame del carbonio 14 sia in qualche modo stato falsificato da una qualche contaminazione e sostengono che ci sia una relazione tra questa reliquia e la sindone di Torino.
Secondo le ricerche del Centro spagnolo di sindonologia, le macchie sul sudario sono di sangue e liquido di edema polmonare, prodottesi in diversi momenti successivi mentre il telo era avvolto sulla testa di un cadavere; secondo questa tesi inizialmente il corpo era in posizione verticale con il capo reclinato 70 gradi in avanti e 20 gradi verso destra. Successivamente il cadavere fu spostato a formare un angolo di 115 gradi, con la fronte appoggiata contro una superficie dura. Infine fu disteso supino, dopo di che il sudario venne rimosso dalla testa. Secondo gli studi del sindonologo Pierluigi Baima Bollone il sangue risulterebbe di gruppo AB.
Il criminologo svizzero Max Frei ha studiato i pollini presenti sul telo e avrebbe riconosciuto specie caratteristiche della Palestina e del Nordafrica, il che confermerebbe il viaggio del sudario indicato dalla tradizione; sono assenti invece specie caratteristiche del resto d'Europa e della Turchia.
Franca Pastore Trosello ha esaminato la struttura tessile del sudario e rilevato che le fibre sono state filate a mano con torcitura "Z", mentre la trama del tessuto è ortogonale.
Antonio Alonso, membro dell'Instituto Nacional de Toxicología y Ciencias Forenses, unico istituto non cristiano a indagare il sudario di Oviedo, ha affermato, in risposta alle diverse tesi, che «l'unica prova scientifica è quella del carbonio 14 e dice che la reliquia è falsa», ritenendo errata la tesi della contaminazione, specificando però che, pur non risalendo al primo secolo, lo studio del telo rimarrebbe comunque interessante.

### Il sudario e la sindone secondo gli autenticisti
La comparazione del sudario di Oviedo con la  sindone di Torino è ovviamente di grande interesse, e se venisse provato che essi hanno la stessa origine, ciò costituirebbe un forte indizio a favore dell'autenticità di entrambi. Come si è detto, la presenza del sudario è ben documentata a Oviedo dall'XI secolo, mentre non risulta che la  Sindone di Torino (le cui prime tracce documentate risalgono al 1353) né quella simile di Besançon (le cui prime tracce documentate risalgono al 1523, andata distrutta durante la Rivoluzione Francese), siano mai state in Spagna.
Per entrambe le reliquie, il sangue sarebbe stato identificato come umano e di gruppo AB. Inoltre, secondo Giulio Ricci, la forma delle macchie sul sudario presenta una compatibilità "molto buona" con l'immagine del volto impresso sulla Sindone e numerosi dettagli coincidono. Dello stesso parere è Alan Whanger che avrebbe contato oltre cento punti di congruenza tra le due figure.
In particolare nel sudario di Oviedo c'è una macchia morfologicamente simile a quella che nella Sindone di Torino, sembra causata da una ferita nel costato destro. La macchia di sangue è circondata da un alone di fluido cadaverico, compatibile con liquido pericardico e pleurico. Lo studio svolto dall'anatomopatologo Alfonso Sánchez Hermosilla dell'Istituto di medicina legale dell'Università Cattolica di Murcia localizza fra la quarta e la quinta costola la ferita che ha causato il versamento. Come nel caso della Sindone la ferita non è verticale ma orizzontale e il gruppo sanguigno è confermato di tipo AB. Le caratteristiche antropometriche indicano la compatibilità con la ferita causata da un colpo di lancia a un corpo crocifisso.
La grossezza e la torcitura delle fibre del tessuto corrispondono a quelle della sindone; la trama invece è diversa, essendo ortogonale per il sudario e a spina di pesce per la sindone.
Lo studio dei pollini eseguito da Max Frei sul sudario e sulla Sindone suggerisce la provenienza di entrambi i teli dalla Palestina, ma seguendo due diversi percorsi: Nordafrica e Spagna per il sudario, Turchia ed Europa orientale per la Sindone.
Va comunque notato che, nonostante numerosi fraintendimenti, in nessun caso il sudario può essere ritenuto un'immagine acheropita del Cristo (cioè una immagine, come si suppone sia la Sindone, sviluppatasi miracolosamente e senza intervento umano): il sudario, infatti, mostra unicamente tratti derivanti da contatto con sangue umano e fisicamente assolutamente normali, senza alcuna immagine che derivi da alcunché di diverso dal contatto tra telo e sangue stesso.